# Midstream

Sectores de la industria petrolera.

La industria petrolera se encuentra dividida en tres grandes sectores: upstream, midstream y downstream. El sector midstream incluye el transporte, ya sea por tuberías, ferrocarril, barcaza, o camión, el almacenamiento y la comercialización al por mayor de productos crudos o refinados derivados del petróleo. Ductos y otros sistemas de transporte pueden ser utilizados para trasladar petróleo crudo desde los sitios de producción a las refinerías y entregar los diversos productos refinados a los distribuidores del downstream. Las redes de gasoductos de gas natural recolectan gas de las plantas de procesamiento de gas natural y lo transportan hasta los consumidores downstream, como son las empresas de servicios públicos locales. 
Las operaciones midstream generalmente incluyen algunos elementos de los sectores upstream y downstream. Por ejemplo, el sector midstream puede incluir plantas de procesamiento de gas natural que purifican el gas natural crudo, y remueven y producen azufre elemental y gas natural líquido como productos terminados.  